# エリザベス・フランシス
エリザベス・フランシス（英: Elizabeth Francis、1909年7月25日 - 2024年10月22日）は、テキサス州在住だったアフリカ系アメリカ人の長寿の女性。マリア・ブラニャス・モレラが2024年8月19日に死去して以降、死去するまでアメリカ合衆国出身者として最高齢であった。存命中は糸岡富子、イナ・カナバッロ・ルーカスに次いで世界で3番目の長寿者であった。

## 来歴
ルイジアナ州で5人兄弟の次女として生まれた。母はフランシスが11歳の時に死去。母の死後、兄弟は養子に出される。ヒューストンに住んでいた叔母の下で育つ。姉のバーサ・ジョンソン（1904年8月6日-2011年2月21日）はフランシスの隣家に暮らしていたため、ジョンソンが106歳で亡くなるまで、交流を続けていた。家族内で妹は95歳、父は88歳と比較的長寿を保っている。95歳になる娘のドロシー・ウィリアムズ（1928年9月1日　- ）や孫娘のエセル・ハリソンと共に暮らしていた。
生涯禁煙を守り続けて、自宅の裏庭で野菜を育ててきた。フランシスは長寿の秘訣として神のご加護だと信じている。2016年からは車椅子を利用していた。
2024年2月22日にエディ・セッカレッリが116歳で死去すると、フランシスは米国の存命人物の中で最高齢女性となった。
同年10月22日、死去。115歳89日没。